# Крохотки
«Кро́хотки» — цикл миниатюр в прозе Александра Солженицына. Некоторые литературоведы относят эти произведения к жанру «стихотворения в прозе».

## Создание и публикация
Первая, основная часть миниатюр была написана в СССР в период с 1958 по 1960 год. В декабре 1961 года они были предложены журналу «Новый мир», но отклонены А. Т. Твардовским:
В те приезды я и привёз Твардовскому: несколько лагерных стихотворений, несколько «Крохоток» побезобиднее и рассказ «Не стоит село без праведника», облегчённый от самых непроходимых фраз. «Крохотки» он признал «записями в общую тетрадь про запас», их жанра совсем не почувствовал.
.
После этого «Крохотки» получили распространение в Самиздате, а в 1964 году были напечатаны (без ведома автора) в журнале «Грани» (Франкфурт-на-Майне, 1964, № 56). Затем неоднократно печатались в составе собраний сочинений Солженицына.
Миниатюра «Молитва» впервые была напечатана в журнале «Вестник русского христианского движения» (1966, № 3 (81)). По словам автора, «Молитва» попала в печать благодаря Е. Д. Воронянской, которая занималась распространением его произведений в самиздате:
Из первых же её <машинописных> работ для самиздата были мои «Крохотки», к которым она тут же самовольно прибавила и «Молитву», данную ей лишь для чтения. Через беспечные руки Е. Д. «Молитва» упорхнула в мировую публикацию…
Вторая, заключительная часть миниатюр написана автором после возвращения в Россию в период с 1996 по 1999 год. Впервые опубликованы в нескольких номерах журнала «Новый мир» (1997, № 1, 3, 10; 1999, № 7), а также в № 23-24 «Роман-газета» 1998, вошли в состав полного собрания сочинений Солженицына. Передавая в 1996 году в редакцию «Нового мира» первую порцию новых «Крохоток» («Лиственница», «Молния», «Колокол Углича»), Солженицын написал: «Только вернувшись в Россию, я оказался способен снова их писать, там — не мог…».

## Содержание

### 1958—1960
- Дыхание
- Озеро Сегден
- Утёнок
- Прах поэта
- Вязовое бревно
- Отраженье в воде
- Гроза в горах
- Город на Неве
- Шарик
- Способ двигаться
- Старое ведро
- На Родине Есенина
- Колхозный рюкзак
- Костёр и муравьи
- Мы-то не умрём
- Приступая ко дню
- Путешествуя вдоль Оки

### 1963
- Молитва

### 1996—1999
- Лиственница
- Молния
- Колокольня
- Колокол Углича
- Старение
- Позор
- Лихое зелье
- Утро
- Завеса
- В сумерки
- Петушье пенье
- Ночные мысли
- Поминовение усопших
- Молитва о России